# 喷嚏大魔王
是由日本龙之子工作室出品的日本電視動畫作品系列；主線內容分別於1969年和2020年兩度動畫化，另有各種衍生作品。
首個動畫化版本於1969年10月5日至1970年9月27日在富士電視系首播共104集。台灣由華視在1980年10月14日到1980年12月19日播出，1997年由卡通頻道播出，香港由無綫電視翡翠台在1978年7月24日播出，當時適值佳藝電視結業，中国大陆由CCTV-6在1996年6月部分播出。2013年11月17日由富士電視系改編電視劇於播出。

## 故事簡介

### 1969年動畫版
故事是敘述有一個小孩擁有一個魔瓶，只要手持魔瓶的人打一個噴嚏，瓶中就會出現一個魔術師來幫這個人解決問題，但是這個魔術師的魔術似乎是不太靈光，常會有許多笑話產生，結局是在一個月圓之夜，發生了月全蝕，湖塗魔術師和他的女兒一起回到了他們自己的世界，不再出現在人類世界。

### 2020年動畫版
時隔50年，為了讓小呵欠成為女王，噴嚏大魔王決定讓她跟自己一樣去人間修行，這次的主人選擇了堅仔的孫子「與田山甘太郎」。

## 登場人物（主要角色）

### 魔法界
噴嚏大魔王
聲：大平透／荒川良良／山寺宏一（日本）；盧雄／招世亮【TVB】／待考【有線】／楊景良【HOY TV】（香港）
- 1969年動畫版：香港翻譯稱乞嗤魔王。打个喷嚏就会从壶子里出来，打喷嚏的就是他的主人，任何要求也都会努力实现，当他主人再打一个喷嚏他就会回到壶子里，等待再次呼唤．傻呼呼的，做什么事都做不好．喜欢吃牛肉饼(漢堡排)，最怕算數。
- 2020年動畫版：香港翻譯稱乞嗤大魔王。魔法界的王，小呵欠和普太的父親，每當有人打噴嚏（甚至沒打噴嚏）的時候就會從魔法花瓶中跑出來，雖然表現看似沉穩，實則很笨，只會以幫甘仔為目標。喜歡的食物是漢堡肉（之前1970年代的日本還沒有現代用麵包夾的漢堡，他看到時覺得不可思議），依然怕算數。

小呵欠
聲：貴家堂子／谷井明日香／金田朋子／Yuppa／天城莎莉／諸星堇（日本）；黃麗芳／凌晞【TVB】／待考【有線】／何凱怡【HOY TV】（香港）
- 1969年動畫版：香港翻譯稱嘉美。与大魔怪相应，打个哈欠（呵欠）就会出来．再打次哈欠（呵欠）就会回去．做正事马马乎乎的，非常喜歡惡作劇。
- 2020年動畫版：
  - 魔法界之王，噴嚏大魔王的女兒，每當有人打呵欠時就會從魔法花瓶中跑出來，做任何事情都是盡全力。
  - 為了鍛鍊成為魔法界的女王而來到人類世界修行，直到甘仔找到自己想做的事情。最喜歡的食物是披薩。
  - 在魔法界中是一個成熟樣貌的美人(甘仔看到這狀態的她會臉紅)，在人類世界的樣貌偏向兒童，據普太所言，是因為魔法界和人類世界的時間軸不同。
  - 在甘仔找到自己想做的事情後，結束了在人間界的修行，被強制召回魔法界，自此沒有再出現。

普太
聲：山下大輝（日本）；李凱傑【TVB】／潘昀雋【HOY TV】（香港）
- 2020年動畫版：
  - 小呵欠的弟弟，每當有人放屁的時候就會從魔法花瓶中跑出來，在人類世界外表像是可愛的嬰兒，也只能發出「呠」的聲音。
  - 看起來很老實，實際上是在裝乖，在人類世界假裝自己只有嬰兒的記憶而到處添麻煩。

### 与田山家
小甘／與田山甘一
聲（小孩）：古川登志夫／佐藤貴史（日本）；曾慶珏【TVB】（香港）

聲（成年）：加藤綠（日本）；陳永信【TVB】／杜景煜【HOY TV】（香港）
- 第一代主角
  - 1969年動畫版：香港翻譯稱堅仔。正在进读小学，不喜欢读书所以成绩很糟糕，总想钻学习的空子．在第一集中逃避妈妈的追问躲到閣樓，发现大魔怪。脸上两侧有麻子，总带红帽子，衣服上和地毯上都有都有瓶子形状。
  - 2020年動畫版：甘仔（甘太郎）的爺爺，在第一集甘仔的回憶中登場。現在在外國生活，於第14話回國探望孫子時終於與大魔王重逢。當年被逼與魔王分別後改掉依賴他人的壞習慣，變得勇於嘗試，唯一遺憾的是年輕時來不及與上述的百合子表白。

與田山甘太郎
聲：島袋美由利（日本）；張頌欣【TVB】／石梓晴【HOY TV】（香港）
- 第二代主角
  - 綽號也是甘仔，甘仔【甘一】的孫子，學習和運動都很普通，對於未來沒有什麼特別想法的現代小孩，是一個鐵路宅。
  - 每當下課總會以最快的速度回家。
  - 在數次與小呵欠的合作相處中喜歡上了她，決定要和她結婚，卻也因為找到目標，小呵欠修行結束而被魔法界召回，自此後變得上進。

## 登場人物（1969年動畫版）

### 与田山家
与田山先生／爸爸（聲：田野中勇（日本）；梁耀昌【TVB】（香港））
与田山花子／媽媽（聲：麻生光子（日本））

### 其他
百合子（聲：松島實（日本）；孫明貞【TVB】（香港））
学习好又可爱的女孩子。小甘喜欢的人。
百合子父親（聲：馮錦倫【TVB】（香港））
金剛（聲：區瑞華【TVB】（香港））
金剛父親（聲：張英才【TVB】（香港））
金田（聲：方煥蘭【TVB】（香港））
金田父親（聲：丁羽【TVB】（香港））

## 登場人物（2020年動畫版）

### 魔法界
飛天魔毯（聲：大畑伸太郎（日本）；李安邦【TVB】／杜景煜【HOY TV】（香港））
蛤蟆（聲：松重慎（日本）；李致林【TVB】／何家裕【HOY TV】（香港））
ブル公（聲：杉崎亮（日本）；劉奕希【TVB】／黃子麟【HOY TV】（香港））

### 豆之木小學
賢麻里真理雄（聲：戶松遙（日本）；劉惠雲【TVB】／何芷心【HOY TV】（香港））
甘仔最好的朋友兼競爭對手，同樣是個鐵道迷。
一緊張就會想放屁，每次放屁都會嫁禍給甘仔。喜歡在人類世界稍長的小呵欠，並誤會她的名字為小燕，第12集目睹小呵欠就是小燕。
金甘利裕瑞（聲：關智一（日本）；張方正【TVB】／何家裕【HOY TV】（香港））
甘仔的同學。
天野川美星（聲：峯田茉優（日本）；陳皓宜【TVB】／何融蔓【HOY TV】（香港））
甘仔的同學。認真且善良，喜歡可愛的東西。很受班上男生的歡迎。
夢見勝奈奈子（聲：井澤詩織（日本）；詹健兒【TVB】／楊婉潼【HOY TV】（香港））
甘仔的同學。各種知識都相當豐富。平時表現很文靜，但是說起自己喜歡的事情就會滔滔不絕。
權田原元氣（聲：大畑伸太郎（日本）；胡家豪【TVB】／杜景煜【HOY TV】（香港））
甘仔的同學。
萬福坂滿（聲：岡本信彥（日本）；陳卓智【TVB】／黃子麟【HOY TV】（香港））
甘仔的同學。
班主任（聲：櫻井浩美（日本）；陳琴雲【TVB】（香港））
班主任。

### 與田山家
與田山貴志（聲：村本享太郎（日本）；潘文柏【TVB】（香港））
甘仔的父親。
與田山陽子（聲：日高範子（日本）；曾秀清【TVB】／林司聰【HOY TV】（香港））
甘仔的母親。
布魯子（聲：八百屋杏（日本）；（香港））

### 其他

#### 其他常設角色
然後叔叔（聲：チョー（日本）；黃子敬【TVB】／何家裕【HOY TV】（香港））
天野川詩織（聲：佐藤聰美（日本）；鄭麗麗【TVB】／楊婉潼【HOY TV】（香港））
第2話首度登場、最終話再登場。天野川美星的母親。
ブルゴン（聲：山本兼平（日本）；【TVB】（香港））
第10話首度登場、第17話再登場。
執事（聲：間島淳司（日本）；陳欣【TVB】（香港））
第10話首度登場、第17話再登場。
熊山育三（聲：檜山修之（日本）；麥皓豐【TVB】（香港））
第13話首度登場、第16話再登場。
料理長（聲：矢野龍太（日本）；雷霆【TVB】（香港））
第13話首度登場、第17話再登場。

#### 第1話
宅配屋（聲：木內太郎（日本）；陳耀楠【TVB】／潘昀雋【HOY TV】（香港））
小學生（聲：植田千尋、鈴代紗弓（日本）；袁淑珍、鄭麗麗【TVB】／何芷心、林司聰【HOY TV】（香港））
警察（聲：黃子麟【HOY TV】（香港））
家庭餐廳顧客（聲：何芷心、楊婉潼【HOY TV】（香港））
家庭餐廳侍應（聲：曾秀清【TVB】／何融蔓【HOY TV】（香港））

#### 第2話
姨姨（聲：梁少霞【TVB】／何芷心【HOY TV】（香港））
鈴木老師（聲：真田駿一（日本）；李錦綸【TVB】／黃子麟【HOY TV】（香港））
豆之院小學體育老師兼體操部顧問。
田中（聲：河村梨惠（日本）；謝潔貞【TVB】／林司聰【HOY TV】（香港））
健太（聲：楊婉潼【HOY TV】（香港））

#### 第3話
女性店員（聲：荻野葉月（日本）；羅孔柔【TVB】／楊婉潼【HOY TV】（香港））
男性店員（聲：石狩勇氣（日本）；雷霆【TVB】／杜景煜【HOY TV】（香港））
女孩（聲：何融蔓【HOY TV】（香港））
媽媽（聲：梁少霞【TVB】／楊婉潼【HOY TV】（香港））

#### 第4話
新聞報導員（聲：葉曉欣【TVB】／何芷心【HOY TV】（香港））
鬼山田教官（聲：豐口惠（日本）；鄭麗麗【TVB】／楊婉潼【HOY TV】（香港））
機艙服務員（聲：羅孔柔【TVB】／何融蔓【HOY TV】（香港））
小朋友（聲：袁淑珍【TVB】（香港））
乘客（聲：李鎮然、羅孔柔【TVB】／杜景煜、何芷心、黃子麟【HOY TV】（香港））
寶寶（聲：林元春【TVB】／何融蔓【HOY TV】（香港））

#### 第5話
鐵板（聲：阪口大助（日本）；鍾見麟【TVB】／杜景煜【HOY TV】（香港））
被偷東西的人（聲：梁少霞【TVB】／林司聰【HOY TV】（香港））
小偷（聲：葉振聲【TVB】（香港））

#### 第6話
社長（聲：堀內賢雄（日本）；陳永信【TVB】／杜景煜【HOY TV】（香港））
門屋馬（聲：樫井笙人（日本）；蕭徽勇【TVB】（香港））
平成New Three（聲：前島亞美、長谷川育美、岡咲美保（日本）；羅孔柔、魏惠娥、何璐怡【TVB】 ／楊婉潼【HOY TV】（香港））
番組MC（聲：高橋伸也（日本）；翟耀輝【TVB】（香港））

#### 第7話
三胞胎的母親（聲：佐藤はな（日本）；謝潔貞【TVB】／楊婉潼【HOY TV】（香港））
三胞胎寶寶（聲：種崎敦美、石見舞菜香、木野日菜（日本）；【TVB】（香港））
TVレポーター（聲：本泉莉奈（日本）；詹健兒【TVB】（香港））
金甘利幼兒樂園所長（聲：李錦綸【TVB】／杜景煜【HOY TV】（香港））
太太（聲：梁少霞、雷碧娜、林丹鳳【TVB】／林司聰、楊婉潼【HOY TV】（香港））
媽媽（聲：林丹鳳、沈小蘭【TVB】（香港））
金甘利幼兒樂園工作人員（聲：成瑤孆、詹健兒、葉曉欣、黃昕瑜【TVB】／楊婉潼【HOY TV】（香港））

#### 第8話
水藏（聲：鈴村健一（日本）；陳耀楠【TVB】／杜景煜【HOY TV】（香港））
綁匪（聲：內匠靖明（日本）；關令翹【TVB】（香港））

#### 第9話
3D打印機店員（聲：張錦江【TVB】（香港））
陶藝老師（聲：拝真之介（日本）；盧國權【TVB】（香港））

#### 第10話
犬神米拉諾（聲：矢尾一樹（日本）；蕭徽勇【TVB】（香港））

#### 第11話
TV（聲：李致林、葉曉欣、謝潔貞【TVB】（香港））
機械人
壽司師傅（聲：ふくまつ進紗（日本）；盧國權【TVB】（香港））

#### 第12話
叔叔（聲：辻親八（日本）；雷霆【TVB】（香港））

#### 第13話
露營小孩（聲：葉曉欣、陳琴雲【TVB】（香港））
露營媽媽（聲：謝潔貞【TVB】（香港））

#### 第14話
鷹夫
鷹子（聲：櫻木可奈子（日本）；魏惠娥【TVB】（香港））
鷹屋酒店住客（聲：葉曉欣、林元春【TVB】（香港））
鷹屋酒店職員（聲：張錦江、林丹鳳【TVB】（香港））

#### 第15話
新久保監製（聲：興津和幸（日本）；黃啟昌【TVB】（香港））
同事（聲：興津和幸（日本）；蕭徽勇、雷霆、陳琴雲、蘇強文【TVB】（香港））

#### 第16話
和尚（聲：小形滿（日本）；盧國權【TVB】（香港））
お地蔵様（聲：蓮岳大（日本）；葉振聲【TVB】（香港））
落武者（聲：佐佐木義人（日本）；【TVB】（香港））
鬼火（（香港））
寺廟石像（（香港））

#### 第17話
金甘利小判（聲：島崎信長（日本）；黃積權【TVB】（香港））

#### 第18話
記者 沙夏（聲：柳田淳一（日本）；蘇強文【TVB】（香港））
母巣埼（聲：齊藤貴美子（日本）；雷碧娜【TVB】（香港））
蛋糕店店員（聲：齊藤貴美子（日本）；陳皓宜【TVB】（香港））
球木（聲：橘U子（日本）；林丹鳳【TVB】（香港））
甘杉進（聲：櫻井孝宏（日本）；關令翹【TVB】（香港））
我理田（聲：小島幸子（日本）；袁淑珍【TVB】（香港））

#### 第19話
車站員（聲：梁志達【TVB】（香港））

## 電視動畫

### 主題歌（1969年版）
「ハクション大魔王の歌」（コロムビア・レコード）
作詞 - 丘灯至夫 / 作曲 - 市川昭介 / 歌 - 嶋崎由理 / コーラス - 堀江美都子、山尾百合子、大江由貴子
「アクビ娘の歌」（コロムビア・レコード）
作詞 - 丘灯至夫 / 作曲 - 和田香苗 / 歌 - 堀江美都子、ザ・モンジュ

### 主題歌（2020年版）
「サテスハクション」（ラーメンカレーミュージックレコード）
作詞、作曲、歌 - 奥田民生
「あくびをすれば」（ソニー・ミュージックアソシエイテッドレコーズ）（1話 - 10話）
作詞 - おかもとえみ / 作曲 - ひろせひろせ / 編曲・歌 - フレンズ
「フレフレ」（ソニー・ミュージックレコーズ）（11話 - 20話）
作詞 - 中川翔子、岩里祐穂 / 作曲・編曲 - Hanazabu / 歌 - 中川翔子 / 編舞 - ねお

### 各集列表（2020年版）
| 集數          | 首播日期（日本） | 首播日期（香港） | 首播日期（香港） | 標題（日文）                            | 標題（香港）                 | 標題（香港）         | 劇本         | 分鏡            | 演出         | 作畫監督                            |
| 集數          | 首播日期（日本） | TVB              | HOY TV           | 標題（日文）                            | TVB                          | HOY TV               | 劇本         | 分鏡            | 演出         | 作畫監督                            |
| ------------- | ---------------- | ---------------- | ---------------- | --------------------------------------- | ---------------------------- | -------------------- | ------------ | --------------- | ------------ | ----------------------------------- |
| 1             | 2020年 4月11日   | 2022年 1月18日   | 2025年 2月8日    | 出まして 来まして アクビです!の話       | 出來了出來了 我是小呵欠      |                      | 金杉弘子     | 濁川敦          | 濁川敦       | 武本心                              |
| 2             | 4月18日          | 1月19日          | 2月9日           | おならのプゥータ、大暴れ! の話          | 放屁普太，盡情倒亂           | 放屁普太，盡情倒亂   | 金杉弘子     | 西田健一        | 西田健一     | 堀江佑                              |
| 3             | 4月25日          | 1月25日          | 2月15日          | 壺の中からアハハンハン! の話            | 飛進壺裏面哈哈哈哈哈         | 飛入壺裡面，啊哈哈哈 | 金杉弘子     | 野田泰宏        | 野田泰宏     | たかぎじゅん 木下由衣               |
| 4             | 5月2日           | 1月26日          | 2月16日          | アクシデント、プリーズ! の話            | Accident please              | Accident，please     | 金杉弘子     | 飯村一夫        | 尾崎正善     | 島袋美由紀                          |
| 5             | 5月9日           | 2月1日           | 2月22日          | 大魔王が2人!? の話                      | 有兩個大魔王                 | 有兩個大魔王         | 永野たかひろ | 神谷純          | 東田夏実     | 佐藤好春 武本心                     |
| 6             | 5月16日          | 2月2日           | 2月23日          | ママはアイドル! の話                    | 媽媽做偶像                   | 媽媽做偶像           | 石橋大助     | 城所聖明        | 奥野浩行     | 奥野浩行                            |
| 7             | 5月23日          | 2月8日           | 3月1日           | プゥータを保育園に入れてみた! の話      | 普太體驗托兒所               | 普太體驗托兒所       | 千葉克彦     | 前田薫平        | 前田薫平     | 武本心                              |
| 8             | 6月20日          | 2月9日           | 3月2日           | 忍者VS魔法使い! の話                    | 忍者對魔法使者               | 忍者對戰魔法         | 石橋大助     | 西田健一        | 西田健一     | 堀江佑                              |
| 9             | 6月27日          | 2月15日          |                  | 魔法の壺が割れちゃった! の話            | 不小心摔破了魔法壺           | 不小心打破了魔法壺   | 金杉弘子     | 久保山英一      | 久保山英一   | たかぎじゅん 丹澤学                 |
| 10            | 7月4日           | 2月16日          |                  | カンちゃん、犬になる! の話              | 甘仔變成狗狗                 |                      | 永野たかひろ | 清島ゆう子      | 尾崎正善     | 島袋美由紀                          |
| 11            | 7月11日          | 2月22日          |                  | ピラルクー? 何それ? おいしいの? の話    | 海象魚？什麼東西？很好吃的？ |                      | 千葉克彦     | 前園文夫        | 前園文夫     | 増田敏彦                            |
| 12            | 7月18日          | 2月23日          |                  | 理想の花火デート! の話                  | 理想的煙花約會               |                      | 石橋大助     | 桜ヶ丘聖        | 野田泰宏     | 佐藤好春 LEE JAE HAN OH YANG HYUN   |
| 13            | 7月25日          | 3月1日           |                  | カネかアイデアか!? キャンプの達人! の話 | 講錢還是講創意？露營高手     |                      | 金杉弘子     | 前田薫平        | 前田薫平     | 武本心                              |
| 14            | 8月1日           | 3月2日           |                  | 元祖カンちゃんが帰ってきた! の話        | 元祖甘仔回來了               |                      | 金杉弘子     | 中西基樹        | 中西基樹     | 堀江佑                              |
| 15            | 8月8日           | 3月8日           |                  | アニメから飛び出した!? の話             | 從動畫裡面跳出來             |                      | 石橋大助     | 前田薫平        | 東田夏実     | 佐藤好春 中山智香 武本心            |
| 16            | 8月15日          | 3月9日           |                  | 怖いものって人それぞれ! の話            | 害怕的事物因人而異           |                      | 千葉克彦     | 清島ゆう子      | 尾崎正善     | 島袋美由紀                          |
| 17            | 8月29日          | 3月15日          |                  | 大豪邸窃盗事件 解決編! の話             | 豪宅盜竊事件解決篇           |                      | 千葉克彦     | 前園文夫        | 前園文夫     | 進藤満尾 柿椿滲美 申榮淳            |
| 18            | 9月5日           | 3月16日          |                  | ケーキ屋カンちゃん! の話                | 甘仔蛋糕店                   |                      | 永野たかひろ | 西田健一        | 西田健一     | 堀江佑                              |
| 19            | 9月19日          | 3月22日          |                  | 夢をみつけた! の話                      | 找到夢想了                   |                      | 石橋大助     | やすみ哲夫      | 奥村よしあき | 荒牧園美 萩原祥子 今野幸一 槙田一章 |
| 20 （最終回） | 9月26日          | 3月23日          |                  | さよなら、アクビ! の話                  | 再見了，小呵欠               |                      | 金杉弘子     | 濁川敦 前田薫平 | 濁川敦       | 武本心                              |

## 電視劇

### 演員
- 喷嚏大魔怪：村上信五
- 小哈欠：渡邉このみ
- 小甘（7）：馬淵譽
- 爸爸（45）：溫水洋一
- 媽媽（與田山花子）（36）：白石美帆
- 美咲老師：小澤真珠
- 百合子爸爸：葛山信吾
- 百合子媽媽：なつみ
- ゲジゴン媽媽：山村紅葉
- 金田媽媽：白鳥久美子
- 春原雅之
- 庵原涼香
- 下出倫輝
- 長与航己

### 製作
- 脚本：阿相クミコ
- 演出：西浦正記
- 編成企画：水野綾子
- 製作人：神戶明（東宝電影）
- 制作：富士电视台、東寶電影

### 主題歌
- 村上信五「ハクション大魔王の歌」

## 播放電視台
| 翡翠台 星期一至五 17:00－17:30節目 10月2日起 星期一 17:00－17:30      | 翡翠台 星期一至五 17:00－17:30節目 10月2日起 星期一 17:00－17:30 | 翡翠台 星期一至五 17:00－17:30節目 10月2日起 星期一 17:00－17:30 |
| --------------------------------------------------------------------- | ---------------------------------------------------------------- | ---------------------------------------------------------------- |
|                                                                       | 乞嗤怪瓶 （1978年7月19日－10月16日）                             |                                                                  |
| 可愛的浣熊                                                            | 神威賽車手                                                       |                                                                  |
| 翡翠台 星期一至五 16:35－17:00節目                                    |                                                                  |                                                                  |
| 仙巴歷險記                                                            | 乞嗤怪瓶 重播 （1979年2月7日－4月19日）                          | 可愛的浣熊 重播                                                  |
| 翡翠台 星期一至五 15:40－15:50節目                                    |                                                                  |                                                                  |
| IQ零蛋多毛狗 （15:40－16:10）                                         | 乞嗤大魔王 重播 （1991年5月13日－5月31日）                       | 城市故事 重播 （15:15－15:45）反斗三寶 （15:45－16:15）          |
| 翡翠台 星期六 11:00－11:25節目                                        |                                                                  |                                                                  |
| 福星鴨小子 （10:55－11:25）                                           | 乞嗤大魔王 重播 （1991年7月13日）                                | 天外飛仙 （10:00－11:25）                                        |
| 福星鴨小子 （10:55－11:25）                                           | 乞嗤大魔王 重播 （1991年7月27日－8月10日）                       | 決戰殖民星                                                       |
| 叮噹魔域恐龍 （10:00－11:55）                                         | 乞嗤大魔王 重播 （1991年9月7日）                                 | 妙老鼠闖江湖 （10:00－11:25）                                    |
| 翡翠台 星期一至五 09:10－09:35節目 11月22日起 星期一至五 09:25－09:35 |                                                                  |                                                                  |
| 莎莉物語 重播                                                         | 乞嗤大魔王 重播 （1991年10月23日－12月13日）                     | 藍精靈 （09:10－09:35）                                          |
| 翡翠台 星期一至五                                                     |                                                                  |                                                                  |
| —                                                                     | 乞嗤大魔王 重播 （1992年3月26日－4月7日）                        | —                                                                |
| 翡翠台 星期一至五 09:00－09:15 節目                                   |                                                                  |                                                                  |
| —                                                                     | 乞嗤大魔王 重播 （1997年9月16日－1998年2月4日）                  | —                                                                |

| 翡翠台 星期二、三 17:20－17:50 節目                                    | 翡翠台 星期二、三 17:20－17:50 節目                     | 翡翠台 星期二、三 17:20－17:50 節目 |
| ---------------------------------------------------------------------- | ------------------------------------------------------- | ----------------------------------- |
|                                                                        | 新乞嗤大魔王 （2022年1月18日－3月23日）                 |                                     |
| 星夢學園IV                                                             | 偶像夢幻祭                                              |                                     |
| 翡翠台 星期一至五 15:45－16:15 節目 2022年12月28日臨時節目調動暫停播映 |                                                         |                                     |
| 櫻桃小丸子                                                             | 新乞嗤大魔王 （重播） （2022年12月15日－2023年1月12日） | 櫻桃小丸子                          |

| HOY TV 星期六、日 16:00 - 16:30 節目 | HOY TV 星期六、日 16:00 - 16:30 節目              | HOY TV 星期六、日 16:00 - 16:30 節目 |
| ------------------------------------ | ------------------------------------------------- | ------------------------------------ |
|                                      | 新乞嗤大魔王 （2025年2月8日 - 4月13日）           |                                      |
| 獅來運轉第二季                       | 認真地不認真的怪俠佐羅利                          |                                      |
| HOY TV 星期一至五 16:30－17:00 節目  |                                                   |                                      |
| 柚木家的四兄弟                       | 新乞嗤大魔王 （重播） （2025年6月18日 - 7月15日） | 龍族拼圖X                            |